# Janusz Rat

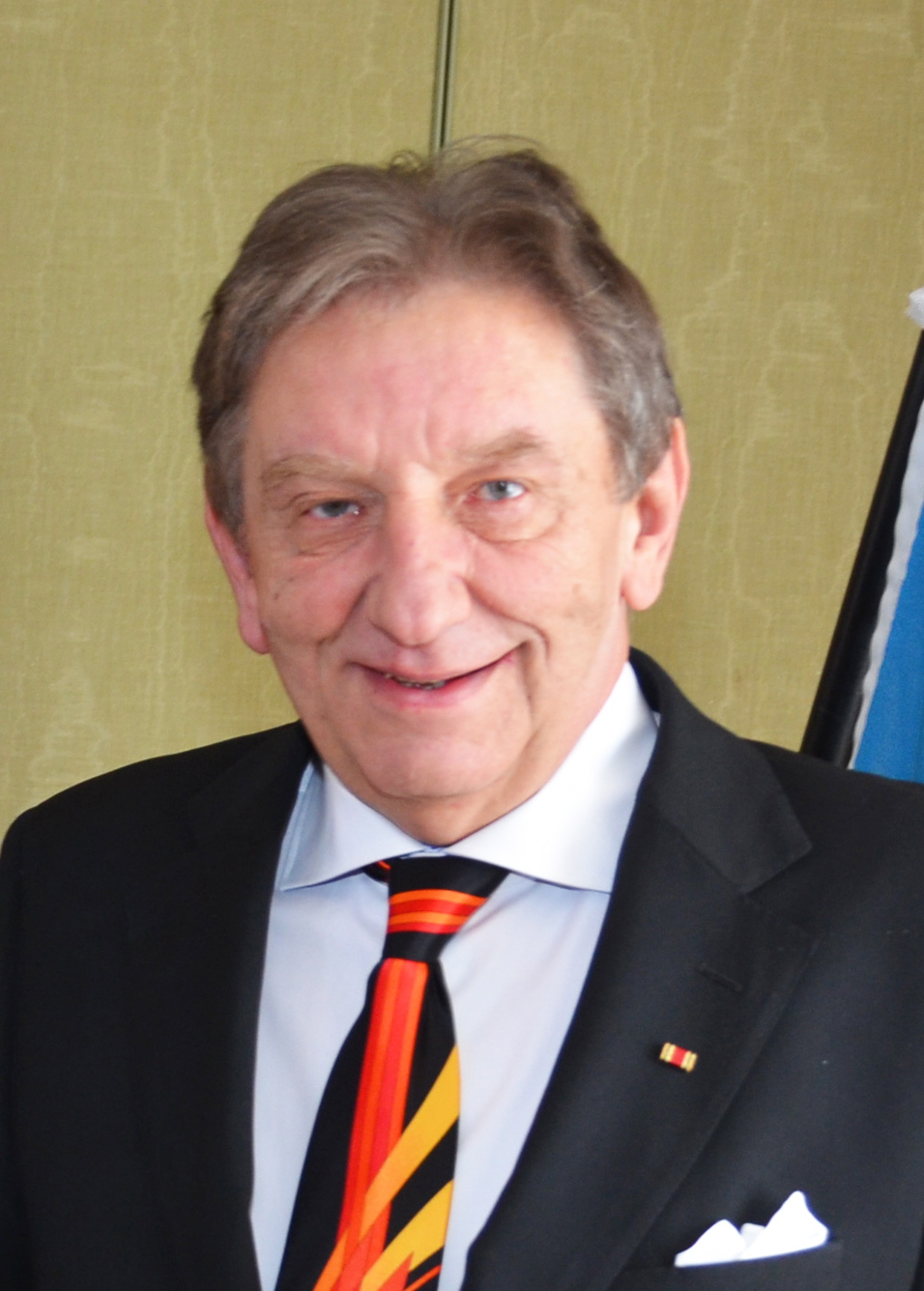
Janusz Rat

Janusz Rat (* 2. Oktober 1947 in Katowice) ist ein deutscher Zahnarzt und Standespolitiker.
Er war von 2005 bis 2016 hauptamtlicher Vorsitzender des Vorstands der Kassenzahnärztlichen Vereinigung Bayerns (KZVB), Körperschaft des öffentlichen Rechts K.d.ö.R. und engagierte sich in der christlich-jüdischen Zusammenarbeit.

## Leben
Janusz Rat lebt seit 1950 in München. Nach dem Abitur am Nymphenburger Gymnasium studierte er in München parallel Rechtswissenschaften und Zahnmedizin an der Ludwig-Maximilians-Universität und Musik am Richard-Strauss-Konservatorium. Das Zahnmedizinstudium schloss er 1977 mit dem Staatsexamen ab; 1979 wurde er promoviert.
Von 1980 bis 2011 war Rat als Zahnarzt in eigener Zahnarztpraxis in München niedergelassen und als zahnmedizinischer Sachverständiger (Gerichtsgutachter) tätig. Seitdem übt er seinen Beruf als Zahnarzt nebenberuflich aus.
Rat ist seit 1990 mit Gabriele Rat, Fachärztin für Psychiatrie und Psychotherapie, verheiratet und Vater zweier Kinder.
Parallel zu seinem Studium absolvierte er über 750 Freifall-Fallschirmsprünge in der Disziplin Fallschirm-Formationsspringen. 1974 belegte er mit seiner Mannschaft „Isargeier“ des Fallschirmsportclubs München e.V., deren Mannschaftskapitän und 2. Vorsitzender er war, den 5. Platz bei der 3. Deutschen Meisterschaft im Formationsspringen (damalige Bezeichnung: Relativspringen) in Eudenbach/Königswinter und den 8. Platz beim Europacup im 10er Speedstarwettbewerb in Innsbruck. Er war ehrenamtlich als Sachverständiger des Luftfahrt-Bundesamts, Luftamt Süd, und Prüfungsrat der Regierung von Oberbayern zur Abnahme des Luftfahrerscheins und der Fallschirmsprunglehrerlizenz tätig. Gleichzeitig war er stellvertretender Referent Fallschirmsport des Luftsportverbands Bayern e.V. im Deutschen Aero Club e.V.
Jahrelang gehörte sein Engagement der christlich-jüdischen Zusammenarbeit, unter anderem der Errichtung einer überkonfessionellen Vereinsanlage des TSV Maccabi München oder dem Gedenken an die Opfer der Reichspogromnacht am 9. November 1938 wie auch der Gedenkveranstaltung zum Approbationsentzug jüdischer Zahnärzte, einem Beitrag zur Aufarbeitung der Geschichte des Berufsstandes.

## Standespolitische Tätigkeit
Seit 1988 engagierte er sich durch mehrere hundert bundesweit erschienene Fachartikel u. a. in Die Zahnarzt Woche (DZW) in der zahnärztlichen Standespolitik. Von 1994 bis 2002 war Rat ehrenamtliches Mitglied des Vorstands der Bayerischen Landeszahnärztekammer (BLZK). Als Referent Öffentlichkeitsarbeit und neue Medien konzipierte und programmierte er 1995 deren erste Website. Als Referent Honorarwesen erstellte er einen Kommentar zur Gebührenordnung für Zahnärzte (GOZ-Fibel, 2002).
Von 1998 bis 2002 bekleidete er ehrenamtlich das Amt des 2. Vorsitzenden des Zahnärztlichen Bezirksverbands München, Stadt und Land, K.d.ö.R.
Im Jahr 2000 war er Gründungsmitglied des Verbandes Zukunft Zahnärzte Bayern e.V. (ZZB). Er vertrat ihn als ehrenamtlicher 1. Vorsitzender von 2001 bis 2016. Diese standespolitische Gruppierung gewann 2004 und 2010 die Wahlen zur Vertreterversammlung der Kassenzahnärztlichen Vereinigung Bayerns. Seit 2005 war Rat hauptamtlicher Vorsitzender des Vorstands der Kassenzahnärztlichen Vereinigung Bayerns und wurde im Jahre 2010 für weitere sechs Jahre in seinem Amt bestätigt. Das Amt endete am 31. Dezember 2016. Er trat aus Altersgründen für die neue Amtsperiode 2017 bis 2022 nicht mehr an.
Von 2005 bis 2016 vertrat er die Kassenzahnärztliche Bundesvereinigung (KZBV) im Beirat der Gesellschaft für Telematikanwendungen der Gesundheitskarte (gematik). Im selben Jahr trat er sein Amt als Vorsitzender des Datenschutzkontrollausschusses der Vertreterversammlung der Kassenzahnärztlichen Bundesvereinigung an. In dieser Funktion war er der oberste zahnärztliche Bundesbeauftragte für den Datenschutz und die Informationsfreiheit und setzte sich für den Gesundheitsdatenschutz der Patienten ein. Er gehörte als stellvertretendes Mitglied dem Bewertungsausschuss der KZBV und des Spitzenverbands Bund der Krankenkassen gemäß § 87 SGB V an und war Beiratsmitglied der KZBV.
Er war von 2005 bis 2016 Beiratsmitglied und bis 2019 Mitglied der Vertreterversammlung der Deutsche Apotheker- und Ärztebank (APO-Bank).
Auf Vorschlag des Verbands Freier Berufe in Bayern (VFB) wurde Rat 2009 als stellvertretendes Mitglied in die Datenschutzkommission beim Bayerischen Landtag für die Amtszeit von 2009 bis 2014 gewählt. Die Datenschutzkommission wird gemäß Bayerischem Datenschutzgesetz (BayDSG) Art. 33 vom Bayerischen Landtag gewählt, ist nicht weisungsgebunden und unterstützt in Bayern den Landesbeauftragten für den Datenschutz, seit 2009:Thomas Petri. 2014 wurde er für die Amtszeit 2014 bis 2019 wiedergewählt. Für die neue Amtsperiode hat er nicht mehr kandidiert.

## Ehrungen
- 2002 erhielt er für seine ehrenamtlichen Verdienste für die Münchner Zahnärzteschaft als 2. Vorsitzender dieser Körperschaft das Ehrenzeichen des Zahnärztlichen Bezirksverbands München, Stadt und Land, K.d.ö.R.
- 2011 wurde Rat vom Präsidenten der Bundeszahnärztekammer Peter Engel mit der Ehrennadel der deutschen Zahnärzteschaft ausgezeichnet.[17]
- 2012 erhielt er für sein Engagement zur Aufarbeitung der Geschichte des Berufsstandes während des Nationalsozialismus, seinen Beitrag zur christlich-jüdischen Zusammenarbeit und seine Verdienste um den zahnärztlichen Berufsstand das Bundesverdienstkreuz am Bande.[18]

## Schriften
- GOZ-Fibel. Kommentar zur Gebührenordnung für Zahnärzte (GOZ). BLZK – Selbstverlag,  2002.
- Joseph Kastenbauer, Erich Pillwein, Janusz Rat (Herausgeber): Die richtige Honorarabrechnung des Zahnarztes. Loseblattwerk, Spitta-Verlag, Balingen 2000–2012, ISBN 3-934211-48-8.
- Aktueller Stand der Parodontologie. Herausgegeben von Gerhard Hetz, Co-Autor: Janusz Rat, Spitta Verlag, Balingen 2005.
- Zahnärzte und Arzneimittel: Unters. über d. Therapieverhalten. München, Med. Fak., Diss., 1979.
- Approbationsentzug 1938, anläßlich des 70. Jahrestags des Approbationsentzugs jüdischer Ärzte, HaGalil, 25. Juli 2008.